# Liste des femmes astronautes
Cet article liste les femmes ayant volé dans l'espace. Depuis le 25 septembre 2019, elles sont au nombre de soixante-quatre. La première femme à le faire est Valentina Terechkova, une Soviétique, en 1963 à bord de Vostok 6. Il faut attendre près de vingt ans pour qu'une deuxième femme, Svetlana Savitskaïa, également soviétique, la rejoigne dans cette liste.
Dans l'ensemble, la grande majorité des femmes astronautes sont des Américaines et ont volé pour le compte de la NASA à bord de la navette spatiale américaine.

## Liste des femmes étant allées dans l'espace
La limite de l'espace, ou la ligne de Kármán, est fixée à 100 km.
Du vol inaugural de Valentina Terechkova en 1963 à la mission SpaceX Crew-11 en 2025, un total de 83 femmes ont été lancées vers l'espace pour un vol orbital. Parmi elles, on compte soixante-deux Américaines (dont une irano-américaine et une suédo-américaine), six Soviétiques/Russes, trois Chinoises, deux Canadiennes, deux Japonaises, une Biélorusse, une Britannique, une Française, une Italienne, une Sud-Coréenne, une Saoudienne, une Norvégiennne et une Allemande.

### Vols orbitaux
| no | Portrait                                                                         | Astronaute                          | Pays             | Mission(s)                                                     | Année                    | Notes |
| -- | -------------------------------------------------------------------------------- | ----------------------------------- | ---------------- | -------------------------------------------------------------- | ------------------------ | --- |
| 1  | Valentina Tereshkova, Russian cosmonaute, première femme dans l'espace.          | Valentina Terechkova (1937)         | Union soviétique | Vostok 6                                                       | 1963                     | Première femme dans l'espace. Plus jeune femme dans l'espace (26 ans). Seule femme à effectuer une mission en solitaire. |
| 2  | Première femme à réaliser deux vols spatiaux.                                    | Svetlana Savitskaïa (1948)          | Union soviétique | Soyouz T-7 Soyouz T-12                                         | 1982 1984                | Première femme à visiter une station spatiale (Saliout 7). Première femme à effectuer une sortie extravéhiculaire. Première femme à réaliser deux vols spatiaux.                                                                     |
| 3  | Première américaine dans l'espace.                                               | Sally Ride (1951–2012)              | États-Unis       | STS-7 STS-41-G                                                 | 1983 1984                | Première Américaine dans l'espace. |
| 4  | Victime de l'accident de la navette spatiale Challenger en 1986.                 | Judith Resnik (1949–1986)           | États-Unis       | STS-41-D STS-51-L                                              | 1984 1986                | Victime de l'accident de la navette Challenger. |
| 5  | Première américaine à effectuer une sortie extra véhiculaire.                    | Kathryn D. Sullivan (1951)          | États-Unis       | STS-41-G STS-31 STS-45                                         | 1984 1990 1992           | Première Américaine à effectuer une sortie extravéhiculaire. |
| 6  | Anna Fischer                                                                     | Anna Fisher (1949)                  | États-Unis       | STS-51-A                                                       | 1984                     | |
| 7  |                                                                                  | Rhea Seddon (1947)                  | États-Unis       | STS-51-D STS-40 STS-58                                         | 1985 1991 1993           | |
| 8  |                                                                                  | Shannon Lucid (1943)                | États-Unis       | STS-51-G STS-34 STS-43 STS-58 STS-76                           | 1985 1989 1991 1993 1996 | Première Américaine à visiter une station spatiale (Mir). Première femme à réaliser trois, quatre et cinq vols spatiaux. |
| 9  |                                                                                  | Bonnie J. Dunbar (1949)             | États-Unis       | STS-61-A STS-32 STS-50 STS-71 STS-89                           | 1985 1990 1992 1995 1998 | |
| 10 |                                                                                  | Mary Louise Cleave (1947)           | États-Unis       | STS-61-B STS-30                                                | 1985 1989                | |
| 11 |                                                                                  | Ellen S. Baker (1953)               | États-Unis       | STS-34 STS-50 STS-71                                           | 1989 1992 1995           | |
| 12 |                                                                                  | Kathryn C. Thornton (1952)          | États-Unis       | STS-33 STS-49 STS-61 STS-73                                    | 1989 1992 1993 1995      | Première femme à effectuer plusieurs sorties extravéhiculaires. |
| 13 |                                                                                  | Marsha Ivins (1951)                 | États-Unis       | STS-32 STS-46 STS-62 STS-81 STS-98                             | 1990 1992 1994 1997 2001 | |
| 14 |                                                                                  | Linda Godwin (1951)                 | États-Unis       | STS-37 STS-59 STS-76 STS-108                                   | 1991 1994 1996 2001      | |
| 15 |                                                                                  | Helen Sharman (1963)                | Royaume-Uni      | Soyouz TM-12                                                   | 1991                     | Première Britannique dans l'espace. |
| 16 |                                                                                  | Tamara Jernigan (1959)              | États-Unis       | STS-40 STS-52 STS-67 STS-80 STS-96                             | 1991 1992 1995 1996 1999 | |
| 17 |                                                                                  | Millie Hughes-Fulford (1945–2021)   | États-Unis       | STS-40                                                         | 1991                     | |
| 18 |                                                                                  | Roberta Bondar (1945)               | Canada           | STS-42                                                         | 1992                     | Première Canadienne dans l'espace. |
| 19 |                                                                                  | Nancy Jan Davis (1953)              | États-Unis       | STS-47 STS-60 STS-85                                           | 1992 2994 1997           | |
| 20 |                                                                                  | Mae Jemison (1956)                  | États-Unis       | STS-47                                                         | 1992                     | Première Afro-Américaine dans l'espace. |
| 21 |                                                                                  | Susan J. Helms (1958)               | États-Unis       | STS-54 STS-64 STS-78 STS-101 STS-102                           | 1993 1994 1996 2000 2001 | Première femme membre d'une expédition de l'ISS. |
| 22 |                                                                                  | Ellen Ochoa (1958)                  | États-Unis       | STS-56 STS-66 STS-96 STS-110                                   | 1993 1994 1999 2002      | |
| 23 |                                                                                  | Janice E. Voss (1956–2012)          | États-Unis       | STS-57 STS-63 STS-83 STS-94 STS-99                             | 1993 1995 1998 1997 2000 | |
| 24 |                                                                                  | Nancy Currie (1958)                 | États-Unis       | STS-57 STS-70 STS-88 STS-109                                   | 1993 1995 1998 2002      | Première femme à bord de l'ISS. |
| 25 | Chiaki Mukai, première Japonaise dans l'espace                                   | Chiaki Mukai (1952)                 | Japon            | STS-65 STS-95                                                  | 1994 1998                | Première Japonaise dans l'espace. |
| 26 |                                                                                  | Elena Kondakova (1957)              | Russie           | Soyouz TM-20 STS-84                                            | 1994 1997                | Première Russe à bord d'une navette spatiale américaine. |
| 27 | Eileen Collins, première pilote et commandante d'une navette spatiale américaire | Eileen Collins (1956)               | États-Unis       | STS-63 STS-84 STS-93 STS-114                                   | 1995 1997 1999 2005      | Première pilote (1995) puis commandante (1999) d'une navette spatiale américaine. |
| 28 |                                                                                  | Wendy B. Lawrence (1959)            | États-Unis       | STS-67 STS-86 STS-91 STS-114                                   | 1995 1997 1998 2005      | |
| 29 |                                                                                  | Mary Weber (1962)                   | États-Unis       | STS-70 STS-101                                                 | 1995 2000                | |
| 30 |                                                                                  | Catherine Coleman (1960)            | États-Unis       | STS-73 STS-93 Soyouz TMA-20                                    | 1995 1999 2010           | |
| 31 |                                                                                  | Claudie Haigneré (1957)             | France           | Soyouz TM-24 Soyouz TM-33                                      | 1996 2001                | Première Française dans l'espace. |
| 32 |                                                                                  | Susan L. Still (1961)               | États-Unis       | STS-83 STS-94                                                  | 1997                     | |
| 33 |                                                                                  | Kalpana Chawla (1961–2003)          | États-Unis       | STS-87 STS-107                                                 | 1997 2003                | Victime de l'accident de la navette Columbia. |
| 34 |                                                                                  | Kathryn P. Hire (1959)              | États-Unis       | STS-90 STS-130                                                 | 1998 2010                | |
| 35 |                                                                                  | Janet Lynn Kavandi (1959)           | États-Unis       | STS-91 (1998) STS-99 STS-104                                   | 1998 2000 2001           | |
| 36 |                                                                                  | Julie Payette (1963)                | Canada           | STS-96 STS-127                                                 | 1999 2009                | Première Canadienne française dans l'espace. |
| 37 |                                                                                  | Pamela Melroy (1961)                | États-Unis       | STS-92 STS-112 STS-120                                         | 2000 2002 2007           | |
| 38 |                                                                                  | Peggy Whitson (1960)                | États-Unis       | STS-111 Soyouz TMA-11 Soyouz MS-03 Axiom Space-2 Axiom Space-4 | 2002 2007 2016 2023 2025 | Plus longue durée passée en orbite pour un astronaute américain (665 jours). Première commandante de la Station spatiale internationale. Femme la plus âgée en orbite terrestre (65 ans). Première commandante d’une mission privée. |
| 39 |                                                                                  | Sandra Magnus (1964)                | États-Unis       | STS-112 STS-126 STS-135                                        | 2002 2008 2011           | |
| 40 |                                                                                  | Laurel Clark (1961–2003)            | États-Unis       | STS-107                                                        | 2003                     | Victime de l'accident de la navette Columbia. |
| 41 |                                                                                  | Stephanie Wilson (1966)             | États-Unis       | STS-121 STS-120 STS-131                                        | 2006 2007 2010           | |
| 42 |                                                                                  | Lisa Nowak (1963)                   | États-Unis       | STS-121                                                        | 2006                     | |
| 43 |                                                                                  | Heidemarie Stefanyshyn-Piper (1963) | États-Unis       | STS-115 STS-126                                                | 2006 2008                | |
| 44 |                                                                                  | Anousheh Ansari (1966)              | Iran États-Unis  | Soyouz TMA-9                                                   | 2006                     | Première Iranienne dans l'espace. Première femme touriste de l'espace. |
| 45 |                                                                                  | Sunita Williams (1965)              | États-Unis       | STS-116 Soyouz TMA-05M Boe-CFT                                 | 2006 2012 2024           | Commandante de la Station spatiale internationale Première femme à bord d'un vaisseau Starliner |
| 46 |                                                                                  | Joan Higginbotham (1964)            | États-Unis       | STS-116                                                        | 2006                     | |
| 47 |                                                                                  | Tracy Caldwell (1969)               | États-Unis       | STS-118 Soyouz TMA-18 Soyouz MS-25                             | 2007 2010 2024           | |
| 48 |                                                                                  | Barbara Morgan (1951)               | États-Unis       | STS-118                                                        | 2007                     | |
| 49 |                                                                                  | Yi So-yeon (1978)                   | Corée du Sud     | Soyouz TMA-12                                                  | 2008                     | Première Sud-Coréenne dans l'espace. |
| 50 |                                                                                  | Karen L. Nyberg (1969)              | États-Unis       | STS-124 Soyouz TMA-09M                                         | 2008 2013                | |
| 51 |                                                                                  | Megan McArthur (1971)               | États-Unis       | STS-125 SpaceX Crew-2                                          | 2009 2021                | |
| 52 |                                                                                  | Nicole Stott (1962)                 | États-Unis       | STS-128 STS-133                                                | 2009 2011                | |
| 53 |                                                                                  | Dorothy Metcalf-Lindenburger (1975) | États-Unis       | STS-131                                                        | 2010                     | |
| 54 |                                                                                  | Naoko Yamazaki (1970)               | Japon            | STS-131                                                        | 2010                     | |
| 55 |                                                                                  | Shannon Walker (1965)               | États-Unis       | Soyouz TMA-19 SpaceX Crew-1                                    | 2010 2020                | Première femme à bord d'un vaisseau Crew Dragon. Commandante de la Station spatiale internationale. |
| 56 |                                                                                  | Liu Yang (1978)                     | Chine            | Shenzhou 9 Shenzhou 14                                         | 2012 2022                | Première Chinoise dans l'espace. Première femme à bord d'un vaisseau Shenzhou. |
| 57 |                                                                                  | Wang Yaping (1980)                  | Chine            | Shenzhou 10 Shenzhou 13                                        | 2013 2021                | Première Chinoise à effectuer deux vols, première chinoise à effectuer un vol de longue durée, première chinoise à effectuer une sortie extravéhiculaire. Première femme à bord de la Station spatiale chinoise.                     |
| 58 |                                                                                  | Elena Serova (1976)                 | Russie           | Soyouz TMA-14M                                                 | 2014                     | Première Russe à visiter la station spatiale internationale. |
| 59 |                                                                                  | Samantha Cristoforetti (1977)       | Italie           | Soyouz TMA-15M SpaceX Crew-4                                   | 2014 2022                | Première Italienne dans l'espace. Première Italienne à visiter la station spatiale internationale Commandante de la Station spatiale internationale.                                                                                 |
| 60 |                                                                                  | Kathleen Rubins (1978)              | États-Unis       | Soyouz MS-01 Soyouz MS-17                                      | 2016 2020                | |
| 61 |                                                                                  | Serena M. Auñón-Chancellor (1976)   | États-Unis       | Soyouz MS-09                                                   | 2018                     | |
| 62 |                                                                                  | Anne McClain (1979)                 | États-Unis       | Soyouz MS-11 SpaceX Crew-10                                    | 2018 2025                | |
| 63 |                                                                                  | Christina Koch (1979)               | États-Unis       | Soyouz MS-12                                                   | 2019                     | Participante à la première sortie extravéhiculaire entièrement féminine. Première femme sélectionnée pour une mission Artemis. |
| 64 |                                                                                  | Jessica Meir (1977)                 | États-Unis Suède | Soyouz MS-15                                                   | 2019                     | Première Suédoise dans l'espace. Participante à la première sortie extravéhiculaire entièrement féminine. |
| 65 |                                                                                  | Sian Proctor (1970)                 | États-Unis       | Inspiration4                                                   | 2021                     | Pilote de la première mission entièrement privée. Première Afro-Américaine pilote de vaisseau spatial. |
| 66 |                                                                                  | Hayley Arceneaux (1991)             | États-Unis       | Inspiration4                                                   | 2021                     | Plus jeune américaine en orbite. |
| 67 |                                                                                  | Ioulia Peressild (1984)             | Russie           | Soyouz MS-19                                                   | 2021                     | Première actrice dans un film de fiction tourné dans l'espace. |
| 68 |                                                                                  | Kayla Barron (1987)                 | États-Unis       | SpaceX Crew-3                                                  | 2021                     | |
| 69 |                                                                                  | Jessica Watkins (1988)              | États-Unis       | SpaceX Crew-4                                                  | 2022                     | Première Afro-Américaine affectée à un séjour de longue durée à bord de l'ISS. |
| 70 |                                                                                  | Nicole Mann (1977)                  | États-Unis       | SpaceX Crew-5                                                  | 2022                     | Première femme commandant un vaisseau Crew Dragon. |
| 71 |                                                                                  | Anna Kikina (1984)                  | Russie           | SpaceX Crew-5                                                  | 2022                     | Première cosmonaute russe à bord d'un vaisseau Crew Dragon. |
| 72 |                                                                                  | Rayyanah Barnawi (1988)             | Arabie saoudite  | Axiom Space-2                                                  | 2023                     | Première Saoudienne et première femme arabe en orbite. |
| 73 |                                                                                  | Jasmin Moghbeli (1983)              | États-Unis       | SpaceX Crew-7                                                  | 2023                     | |
| 74 |                                                                                  | Loral O'Hara (1983)                 | États-Unis       | Soyouz MS-24                                                   | 2023                     | |
| 75 |                                                                                  | Jeanette Epps (1970)                | États-Unis       | SpaceX Crew-8                                                  | 2024                     | |
| 76 |                                                                                  | Marina Vassilievskaïa (1990)        | Biélorussie      | Soyouz MS-25                                                   | 2024                     | Première Biélorusse dans l'espace. |
| 77 |                                                                                  | Sarah Gillis (1994)                 | États-Unis       | Polaris Dawn                                                   | 2024                     | Record d'altitude féminin (1400 km). Première EVA avec le scaphandre SpaceX. |
| 78 |                                                                                  | Anna Menon (1985)                   | États-Unis       | Polaris Dawn                                                   | 2024                     | Record d'altitude féminin (1400 km). |
| 79 |                                                                                  | Wang Haoze (1990)                   | Chine            | Shenzhou 19                                                    | 2024                     | |
| 80 |                                                                                  | Nichole Ayers (1988)                | États-Unis       | SpaceX Crew-10                                                 | 2025                     | |
| 81 |                                                                                  | Jannicke Mikkelsen (1986)           | Norvège          | Fram2                                                          | 2025                     | Première Norvégienne dans l'espace. Première non-Américaine a commander un vaisseau Dragon. Première mission habitée en orbite polaire.                                                                                              |
| 82 |                                                                                  | Rabea Rogge (1996)                  | Allemagne        | Fram2                                                          | 2025                     | Première Allemande dans l'espace. Première mission habitée en orbite polaire. |
| 83 |                                                                                  | Zena Cardman (1987)                 | États-Unis       | SpaceX Crew-11                                                 | 2025                     | |

### Vols suborbitaux
Vingt-deux femmes ont effectué un vol suborbital au-delà de la ligne de Kármán.
| no | Portrait | Astronaute                        | Pays                   | Mission(s)                          | Année     | Notes                                                                                               |
| -- | -------- | --------------------------------- | ---------------------- | ----------------------------------- | --------- | --------------------------------------------------------------------------------------------------- |
| 1  |          | Wally Funk (1939)                 | États-Unis             | Blue Origin NS-16                   | 2021      | Membre des Mercury 13. Femme la plus âgée dans l'espace (82 ans), à bord d'un véhicule New Shepard. |
| 2  |          | Audrey Powers                     | États-Unis             | Blue Origin NS-18                   | 2021      | Membre de la direction de Blue Origin.                                                              |
| 3  |          | Laura Shepard Churchley           | États-Unis             | Blue Origin NS-19                   | 2021      | Fille d'Alan Shepard.                                                                               |
| 4  |          | Sharon Hagle                      | États-Unis             | Blue Origin NS-20 Blue Origin NS-28 | 2022 2024 | Première femme à effectuer deux vols suborbitaux.                                                   |
| 5  |          | Katya Echazarreta (1996)          | Mexique États-Unis     | Blue Origin NS-21                   | 2022      | |
| 6  |          | Sara Sabry (1993)                 | Égypte                 | Blue Origin NS-22                   | 2022      | Première égyptienne dans l'espace.                                                                  |
| 7  |          | Vanessa O'Brien (1964)            | États-Unis Royaume-Uni | Blue Origin NS-22                   | 2022      | |
| 8  |          | Carol Schaller                    | États-Unis             | Blue Origin NS-25                   | 2024      | |
| 9  |          | Nicolina Elrick                   | États-Unis             | Blue Origin NS-26                   | 2024      | |
| 10 |          | Karsen Kitchen                    | États-Unis             | Blue Origin NS-26                   | 2024      | Plus jeune femme à franchir la ligne de Kármán.                                                     |
| 11 |          | Emily Calandrelli (1987)          | États-Unis             | Blue Origin NS-28                   | 2024      | |
| 12 |          | Elaine Chia Hyde                  | États-Unis             | Blue Origin NS-30                   | 2025      | |
| 13 |          | Aisha Bowe (1986)                 | États-Unis Bahamas     | Blue Origin NS-31                   | 2025      | |
| 14 |          | Amanda N. Nguyen (1991)           | États-Unis             | Blue Origin NS-31                   | 2025      | |
| 15 |          | Gayle King (1954)                 | États-Unis             | Blue Origin NS-31                   | 2025      | |
| 16 |          | Katy Perry (1984)                 | États-Unis             | Blue Origin NS-31                   | 2025      | |
| 17 |          | Kerianne Flynn                    | États-Unis             | Blue Origin NS-31                   | 2025      | |
| 18 |          | Lauren Sánchez (1969)             | États-Unis             | Blue Origin NS-31                   | 2025      | |
| 19 |          | Aymette (Amy) Medina Jorge (1990) | Porto Rico             | Blue Origin NS-32                   | 2025      | |
| 20 |          | Gretchen Green                    | États-Unis             | Blue Origin NS-32                   | 2025      | |
| 21 |          | Allie Kuehner                     | États-Unis             | Blue Origin NS-33                   | 2025      | |
| 22 |          | Deborah Martorell                 | Porto Rico             | Blue Origin NS-34                   | 2025      | |

## Autres femmes astronautes

### Prochaines missions
| Portrait | Astronaute           | Pays       | Mission(s)     | Année | Notes |
| -------- | -------------------- | ---------- | -------------- | ----- | ----- |
|          | Sophie Adenot (1982) | France     | SpaceX Crew-12 | 2026  |       |
|          | Deniz Burnham (1985) | États-Unis | Soyouz MS-30   | 2026  |       |

### Candidates astronautes
| no | Portrait | Astronaute                    | Pays                | Année de sélection | Mission(s) | Notes                                    |
| -- | -------- | ----------------------------- | ------------------- | ------------------ | ---------- | ---------------------------------------- |
| 1  |          | Jennifer Sidey (1988)         | Canada              | 2017               |            | Astronaute de réserve pour Artemis II.   |
| 2  |          | Nora Al Matrooshi (1993)      | Émirats arabes unis | 2021               |            | Première candidate astronaute émirienne. |
| 3  |          | Christina Birch (1986)        | États-Unis          | 2021               |            |                                          |
| 4  |          | Jessica Wittner (1983)        | États-Unis          | 2021               |            |                                          |
| 5  |          | Rosemary Coogan (1991)        | Royaume-Uni         | 2022               |            |                                          |
| 6  |          | Mariam Fardous (1984)         | Arabie saoudite     | 2023               |            |                                          |
| 7  |          | Ayu Yoneda (1995)             | Japon               | 2023               |            |                                          |
| 8  |          | Katherine Bennell-Pegg (1984) | Australie           | 2023               |            |                                          |
| 8  |          | Anastasia Meremkoulova (1996) | Russie              | 2024               |            |                                          |